# Oberdorf im Burgenland
Oberdorf im Burgenland (ungarisch Őrállás) ist eine österreichische Gemeinde mit 984 Einwohnern (Stand 1. Jänner 2024) im Burgenland im Bezirk Oberwart. 

## Geografie
Die Gemeinde liegt im Südburgenland, etwa zehn Kilometer südlich von Oberwart. Etwas weniger als die Hälfte der Fläche von neun Quadratkilometern ist bewaldet, fast vierzig Prozent werden landwirtschaftlich genutzt und über sieben Prozent sind Gärten.
Oberdorf im Burgenland ist die einzige Ortschaft in der Gemeinde, Oberdorf (ohne Zusatz) die einzige Katastralgemeinde.
| Deutscher Ortsname     | Ungarischer Ortsname | Kroatischer Ortsname |
| ---------------------- | -------------------- | -------------------- |
| Oberdorf im Burgenland | Őrállás              | -                    |

### Nachbargemeinden
| Unterwart   |                                             | Rotenturm an der Pinka |
| Litzelsdorf | Kompassrose, die auf Nachbargemeinden zeigt |                        |
|             | Olbendorf, (Bezirk Güssing)                 | Mischendorf            |

## Geschichte
Die erste urkundliche Erwähnung von Oberdorf erfolgte 1434.
Der Ort gehörte wie das gesamte Burgenland bis 1920/21 zu Ungarn (Deutsch-Westungarn). Seit 1898 musste aufgrund der Magyarisierungspolitik der Regierung in Budapest der ungarische Ortsname verwendet werden.
Nach Ende des Ersten Weltkriegs wurde nach zähen Verhandlungen Deutsch-Westungarn in den Verträgen von St. Germain und Trianon 1919 Österreich zugesprochen. Der Ort gehört seit 1921 zum neu gegründeten Bundesland Burgenland (siehe auch Geschichte des Burgenlandes).

## Kultur und Sehenswürdigkeiten
- Katholische Pfarrkirche Oberdorf im Burgenland hl. Anna

## Wirtschaft und Infrastruktur

### Wirtschaftssektoren
In den Jahren 1999 bis 2010 nahm die Anzahl der landwirtschaftlichen Betriebe von 63 auf 30 ab. Von diesen 30 waren 26 Nebenerwerbsbauern. Im Produktionssektor arbeiteten 13 Erwerbstätige im Bereich Herstellung von Waren und 11 in der Bauwirtschaft. Die wichtigsten Arbeitgeber des Dienstleistungssektors waren die Bereiche Handel (30) und soziale und öffentliche Dienste (20 Mitarbeiter).
| Wirtschaftssektor            | Anzahl Betriebe | Anzahl Betriebe | Erwerbstätige | Erwerbstätige |
| Wirtschaftssektor            | 2011            | 2001            | 2011          | 2001          |
| ---------------------------- | --------------- | --------------- | ------------- | ------------- |
| Land- und Forstwirtschaft 1) | 30              | 63              | 4             | 5             |
| Produktion                   | 8               | 7               | 24            | 22            |
| Dienstleistung               | 37              | 25              | 72            | 53            |

1) Betriebe mit Fläche in den Jahren 2010 und 1999

### Arbeitsmarkt, Pendeln
Im Jahr 2011 lebten 476 Erwerbstätige in Oberdorf. Davon arbeiteten 56 in der Gemeinde, 88 Prozent pendelten aus.

## Politik

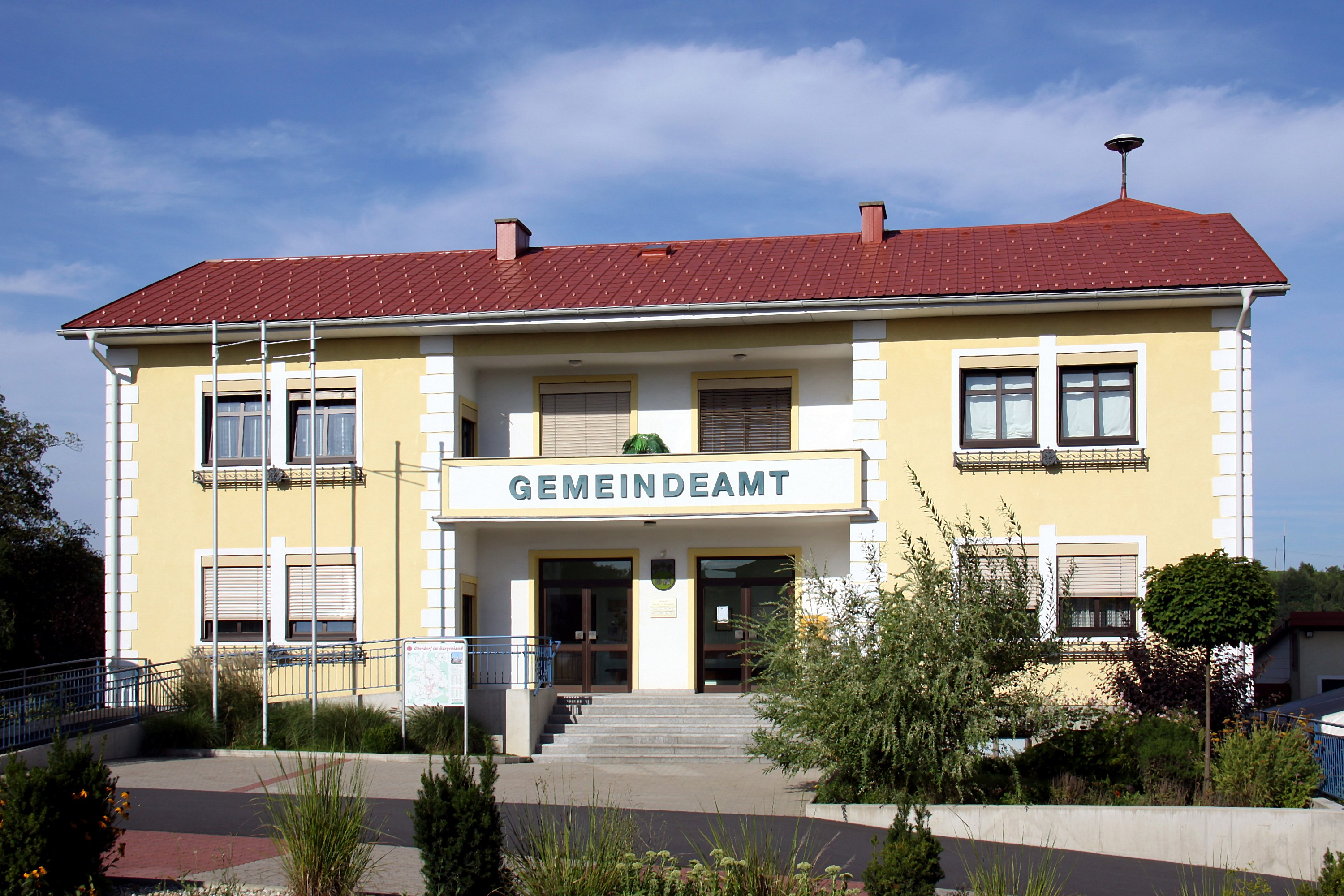
Gemeindeamt

### Gemeinderat
Der Gemeinderat umfasst aufgrund der Anzahl der Wahlberechtigten insgesamt 15 Mitglieder.
| Partei          | 2022             | 2022             | 2022             | 2017             | 2017             | 2017             | 2012    | 2012    | 2012    | 2007             | 2007             | 2007             | 2002             | 2002             | 2002             | 1997             | 1997             | 1997             |
| Partei          | Sti.             | %                | M.               | Sti.             | %                | M.               | Sti.    | %       | M.      | Sti.             | %                | M.               | Sti.             | %                | M.               | Sti.             | %                | M.               |
| --------------- | ---------------- | ---------------- | ---------------- | ---------------- | ---------------- | ---------------- | ------- | ------- | ------- | ---------------- | ---------------- | ---------------- | ---------------- | ---------------- | ---------------- | ---------------- | ---------------- | ---------------- |
| SPÖ             | 434              | 58,10            | 9                | 330              | 41,93            | 6                | 353     | 43,21   | 7       | 395              | 44,13            | 9                | 360              | 44,72            | 7                | 365              | 48,15            | 7                |
| ÖVP             | 274              | 36,68            | 6                | 406              | 51,59            | 8                | 375     | 45,90   | 7       | 482              | 53,85            | 10               | 386              | 47,95            | 7                | 339              | 44,72            | 7                |
| LOB A1          | 39               | 5,22             | 0                | 51               | 6,48             | 0                | 77      | 9,42    | 1       | nicht kandidiert | nicht kandidiert | nicht kandidiert | nicht kandidiert | nicht kandidiert | nicht kandidiert | nicht kandidiert | nicht kandidiert | nicht kandidiert |
| FPÖ             | nicht kandidiert | nicht kandidiert | nicht kandidiert | nicht kandidiert | nicht kandidiert | nicht kandidiert | 12      | 1,47    | 0       | 18               | 2,01             | 0                | 59               | 7,33             | 1                | 54               | 7,12             | 0                |
| Wahlberechtigte | 946              | 946              | 946              | 940              | 940              | 940              | 983     | 983     | 983     | 1017             | 1017             | 1017             | 900              | 900              | 900              | 906              | 906              | 906              |
| Wahlbeteiligung | 84,99 %          | 84,99 %          | 84,99 %          | 90,21 %          | 90,21 %          | 90,21 %          | 89,52 % | 89,52 % | 89,52 % | 93,51 %          | 93,51 %          | 93,51 %          | 94,67 %          | 94,67 %          | 94,67 %          | 92,49 %          | 92,49 %          | 92,49 %          |

### Bürgermeister
Bürgermeister war seit der Wahl am 1. Oktober 2017 Wolfgang Brunner (ÖVP), der damals die Nachfolge von Josef Lorenz (ÖVP) antrat, der seit 2007 der Gemeinde vorstand. Brunner erreichte im ersten Wahlgang 57,82 Prozent der Stimmen. Seine beiden Mitbewerber waren Kurt Halper (SPÖ) und Josef Engelmayer (LOB), die 36,85 % bzw. 5,33 % erreichten. Halper wurde in der konstituierenden Sitzung des Gemeinderats am 20. Oktober 2017 zum Vizebürgermeister gewählt. Am 31. Dezember 2021 legte er diese Funktion wieder nieder. In einer Gemeinderatssitzung am 28. Jänner 2022 wurde daraufhin Roman Dietrich, ebenfalls SPÖ, zum neuen Vizebürgermeister gewählt.
Im Jahr 2022 wurde Roman Dietrich (SPÖ) mit 92,43 Prozent zum Bürgermeister gewählt.

## Persönlichkeiten
- Josef Kirschner (1931–2016), Fernsehmoderator, Autor und Journalist